# Perzej (špijun)
Perzej je bio kodno ime hipotetičkog sovjetskog atomskog špijuna koji bi, da je stvaran, navodno prekršio nacionalnu sigurnost Sjedinjenih Država infiltrirajući se u Nacionalni laboratorij Los Alamos tijekom razvoja Projekt Manhattan, i posljedično, bio bi ključan za Sovjete u razvoj nuklearnog oružja.
Među istraživačima ove teme postoji određeni konsenzus da Perzej nikada nije postojao i da je zapravo tvorevina sovjetske inteligencije.